# Марко Йованович (футболіст, 1978)
Марко Йованович (серб. Mapкo Joвaнoвић/Marko Jovanović, нар. 21 жовтня 1978, Ниш) — сербський футболіст, нападник. Зараз — спортивний директор клубу «Раднички» (Ниш).

## Клубна кар'єра
Футболом починав займатися у рідному місті Ниш. Першим професійним клубом Йовановича стала місцева команда вищої ліги чемпіонату Югославії «Раднички». Далі футболіст захищав кольори белградської «Звездари» та «Вуч'я» з Лесковац. В обох командах був кращим бомбардиром. У складі «Звездари» в сезоні 1998/99 років з 16 голами ставав другим бомбардиром чемпіонату. У 2001 році нападника запросила до себе «Воєводина» — третя команда країни після «Црвени Звезди» та «Партизана». У цьому клубі футболіст провів повних чотири сезони, зіграв 94 гри в чемпіонаті, забив 20 голів. У 2003 році грав у Китаї за команду «Сичуань Гуаньчен». У 2006 році Йованович був запрошений в польську команду «Заглембе» (Любін). Незабаром після його приходу в клуб, в ньому відбулася зміна головного тренера, а потім — і президента. Виникли фінансові проблеми і нападаючому довелося виїхати з Польщі. У зв'язку з необхідністю підтримки форми Йованович перейшов в скромний «Дечич» з Чорногорії.
У 2007 році через свого менеджера Слободана Давидовича отримав запрошення в одеський «Чорноморець». В основному складі одеської команди Йованович дебютував 2 вересня 2007 року в матчі проти харківського «Металіста» і відразу ж зіткнувся з жорсткою грою харківської оборони. Кілька разів Марко надавали допомогу, в результаті він отримав пошкодження. Через травми нападник не виступав більше місяця. Лише 20 жовтня знову зіграв за головну команду, так і не набравши на той момент оптимальних кондицій. Матч через тиждень проти львівських «Карпат» став останнім для Йовановича в футболці «Чорноморця».
Далі грав в командах «Банат», «Тімішоара», «Хайдук» (Кула), «Пролетер» (Нови-Сад), «Влазнія», «Бюліс», «Нови Сад» та «Мачву».
У листопаді 2014 року був призначений спортивним директором футбольної команди рідного міста «Раднички» (Ниш).

## Кар'єра в збірній
У молодіжній збірній Сербії і Чорногорії провів близько 20 матчів. Брав участь в чотирьох товариських іграх національної збірної.